# Thierry Brinkman
Thierry Brinkman (* 19. März 1995 in Utrecht) ist ein niederländischer Hockeyspieler. Der Olympiasieger von 2024 war 2018 mit der niederländischen Nationalmannschaft Weltmeisterschaftszweiter und 2023 Weltmeisterschaftsdritter. Bei Europameisterschaften gewann er Gold 2015, 2017, 2021 und 2023 sowie Bronze 2019.

## Sportliche Karriere
Thierry Brinkman war 2013 Dritter bei den Juniorenweltmeisterschaften und 2014 Junioreneuropameister. 2015 debütierte er in der Nationalmannschaft. In 184 Länderspielen erzielte der Stürmer 78 Tore. (Stand 8. August 2024)
2015 bei der Europameisterschaft in London siegten die Niederländer im Finale mit 6:1 gegen die deutsche Mannschaft. Zwei Jahre später waren die Niederlande in Amstelveen Gastgeber der Europameisterschaft. Nach dem ersten Platz in der Vorrunde und einem 3:1 über die englischen Herren im Halbfinale gewannen die Niederländer das Finale gegen die Belgier mit 4:2.
Bei der Weltmeisterschaft 2018 in Bhubaneswar waren die Niederlande in der Vorrunde Zweite hinter den Deutschen. Mit Siegen über Kanada und Indien erreichten die Niederländer das Halbfinale, das sie im Penalty-Schießen gegen die australische Mannschaft gewannen. Im Finale trafen dann wie bei der Europameisterschaft 2017 die Niederlande und Belgien aufeinander, die Belgier gewannen das Spiel im Penalty-Schießen. Im Jahr darauf bei der Europameisterschaft in Antwerpen unterlagen die Niederländer im Halbfinale der spanischen Mannschaft mit 3:4. Das Spiel um den dritten Platz gewannen sie 4:0 gegen die deutsche Mannschaft. Zwei Jahre später bei der Europameisterschaft in Amstelveen gewannen die Niederländer ihre Vorrundengruppe vor den Deutschen, wobei das direkte Duell 2:2 endete. Im Finale trafen die beiden Mannschaften wieder aufeinander und noch einmal endete das Spiel mit 2:2, die Niederländer gewannen den Titel im Shootout, wobei Brinkman den zweiten Treffer im Shootout erzielte. Bei den Olympischen Spielen in Tokio schied die niederländische Mannschaft im Viertelfinale nach Penaltyschießen gegen die Australier aus.
Anderthalb Jahre später belegten die Niederländer bei der Weltmeisterschaft 2023 in Bhubaneswar den dritten Platz hinter den Deutschen und den Belgiern. Im August 2023 bei der Europameisterschaft in Mönchengladbach besiegten die Niederländer im Halbfinale die Belgier und im Finale die Engländer. Im August 2024 bei den Olympischen Spielen in Paris besiegten die Niederländer im Viertelfinale die Australier mit 2:0. Nach einem 4:0-Sieg im Halbfinale gegen die Spanier gewannen die Niederländer im Endspiel gegen die Deutschen im Shootout, nachdem es am Ende der regulären Spielzeit 1:1 gestanden hatte. Brinkman war in allen acht Spielen dabei und erzielte im Finale das einzige Tor der Niederländer.
Auf Vereinsebene spielte Brinkman beim Stichtse Cricket en Hockey Club und beim SV Kampong. 2019 gewann er mit dem HC Bloemendaal den niederländischen Meistertitel. Thierry Brinkman ist der Sohn des Hockey-Olympiasiegers Jacques Brinkman.